# Stephen F. Austin Lumberjacks

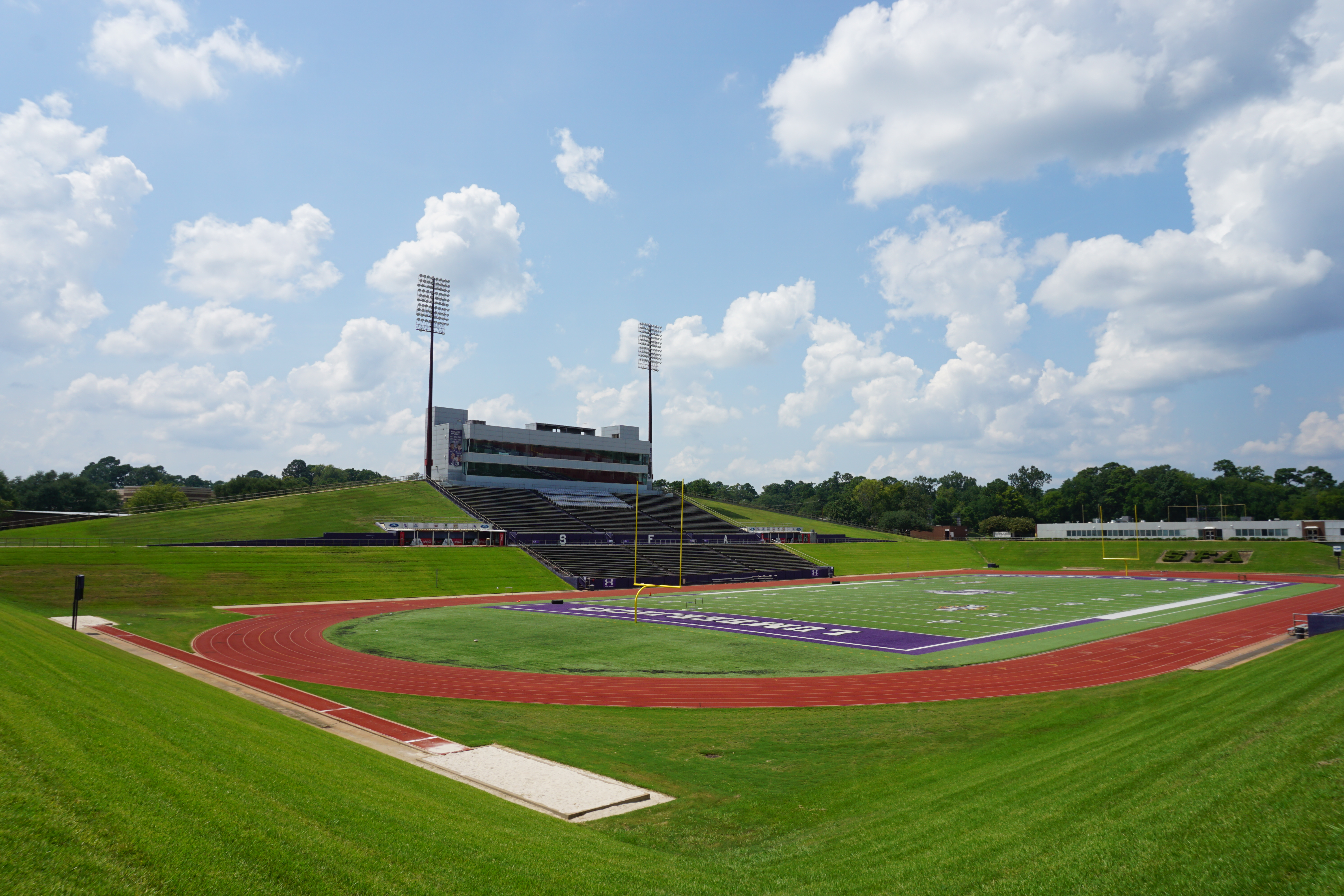
Bryce Stadium

Stephen F. Austin Lumberjacks (en español los Leñadores de la Estatal Stephen F. Austin) es el nombre que reciben los equipos deportivos de la Universidad Estatal Stephen F. Austin (SFA), situada en Nacogdoches, Texas. Los equipos de los Lumberjacks y las Ladyjacks (equipos femeninos) participan en las competiciones universitarias organizadas por la NCAA, y forman parte de la Southland Conference (SLC), al que se reincorporaron el 1 de julio de 2024 tras una ausencia de tres años. El único deporte de la SFA que no está patrocinado por la SLC es bowling femenino, que en cambio compite en la Conference USA.

## Apodo y mascota
El apodo de la universidad es el de Lumberjacks y fue escogido en asamblea en la universidad en 1923. El apodo pareció apropiado al estar la universidad rodeada de bosques de pinos, siendo la de leñador una profesión habitual en aquella zona de Texas. Los equipos femeninos se denominan Ladyjacks.

## Programa deportivo
Los Lumberjacks y Ladyjacks participan en las siguientes modalidades deportivas:
| - Masculino - Atletismo al aire libre - Atletismo cubierta - Baloncesto - Béisbol - Campo a través - Fútbol - Golf | - Femenino - Atletismo al aire libre - Atletismo cubierta - Baloncesto - Bowling - Campo a través - Fútbol - Golf - Sóftbol - Tenis - Voleibol - Voleibol de playa |

### Baloncesto

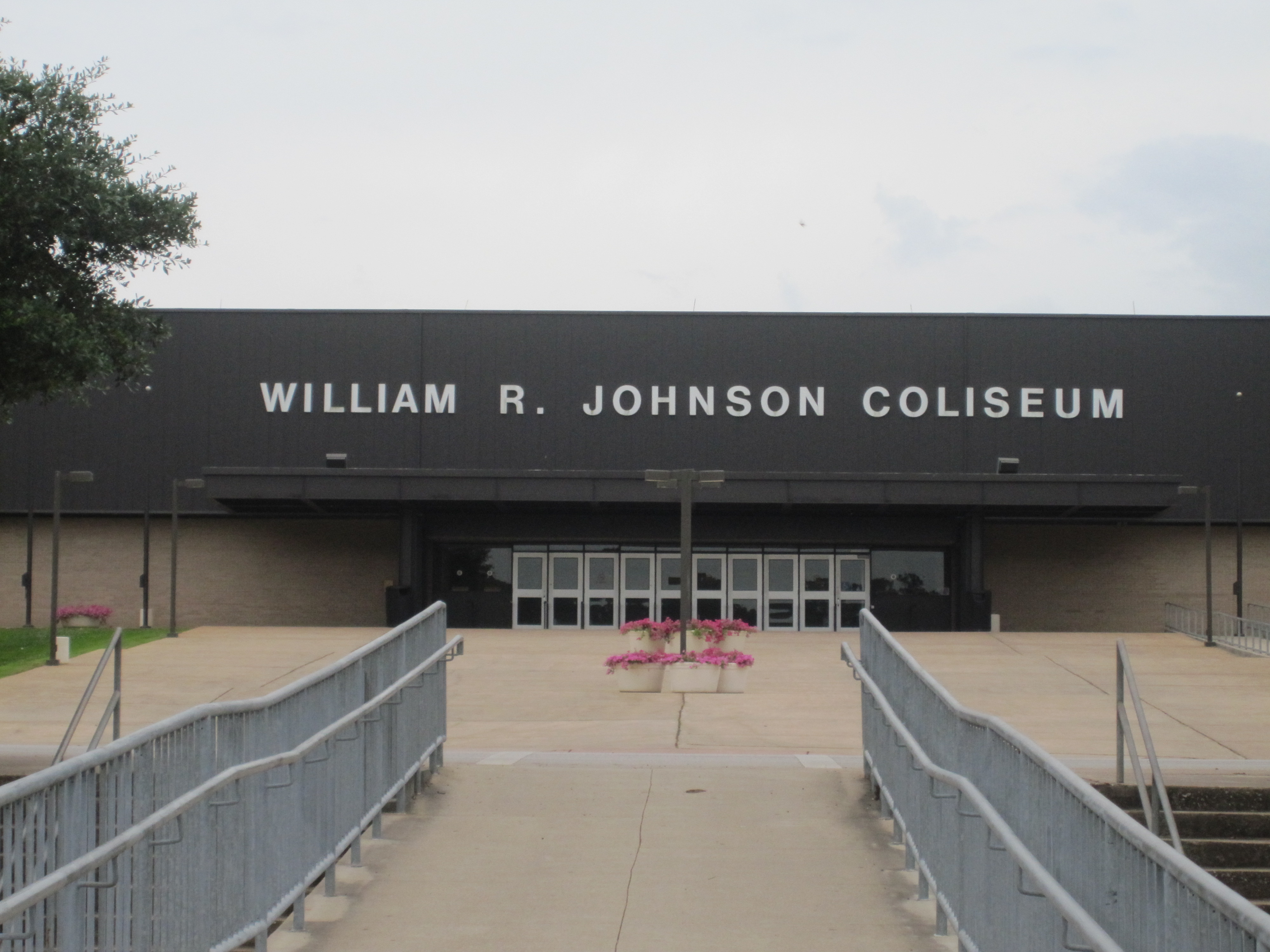
William R. Johnson Coliseum

El equipo de baloncesto masculino consiguió ganar en una ocasión el Torneo de la Southland Conference, en el año 2009. Dos de sus jugadores, George Johnson y James Silas, han sido los únicos en llegar a jugar en la NBA, ambos en los años 70.

## Instalaciones deportivas
- William R. Johnson Coliseum es la instalación donde disputan sus partidos los equipos de baloncesto. Construido en 1974, tiene capacidad para 7.203 espectadores.[5]

- Homer Bryce Stadium es el estadio donde juega el equipo de fútbol americano. Tiene una capacidad para 14.575 espectadores, y fue construido en 1973.[6]